# Manuel Escobar
Manuel Escobar, celým jménem Manuel Escobar Bello (* 18. října 1984 San Juan de Los Morros) je bývalý venezuelský reprezentant ve sportovním lezení. Vítěz Rock Masteru a vicemistr světa v lezení na rychlost.

## Výkony a ocenění
- nominace na Světové hry v letech 2005 a 2013

### Závodní výsledky
| Světové hry | Světové hry | Světové hry |
| Rok         | 2005        | 2013        |
| ----------- | ----------- | ----------- |
| Obtížnost   | —           | 15-16       |
| Rychlost    | 5           | —           |

| Arco Rock Master | Arco Rock Master |
| Rok              | 2008             |
| ---------------- | ---------------- |
| Rychlost         | 1                |

| Mistrovství světa | Mistrovství světa |
| Rok               | 2007              |
| ----------------- | ----------------- |
| Rychlost          | 2                 |

| Světový pohár (nalevo jsou poslední závody v roce) | Světový pohár (nalevo jsou poslední závody v roce) |
| Rok                                                | 2007                                               |
| -------------------------------------------------- | -------------------------------------------------- |
| Rychlost                                           |                                                    |
| jednotlivě                                         |                                                    |

| Panamerické mistrovství | Panamerické mistrovství |
| Rok                     | 2010                    |
| ----------------------- | ----------------------- |
| Rychlost                | 2                       |
| Bouldering              | 3                       |